# ハイドロアイソスタシー
ハイドロアイソスタシーとは、海水が海洋に流れ込み海底を圧迫し、新たな均衡状態をつくることである。
マグマが海底の地殻の薄い部分を押し広げる事により起きる現象であるプレートテクトニクス理論によって、地震や大陸移動などは説明される。このとき、地球上で、海水が海底の薄い部分を圧迫する力と、大陸が自己の重さによってマグマを圧迫する力とのバランスを取ることをアイソスタシー（地殻均衡）という。とくに南極などの氷床が融けて、海洋に流れ込み海底を圧迫し、新たな均衡状態をつくることをハイドロアイソスタシー（海水荷重地殻均衡）という。

## アイソスタシー
地殻は外側からの荷重に対して、弾力的に動く。そのために地震が起きると断層ができる。マントルは、地殻より粘性がある。だから、外側からの荷重に対してゆっくりと変動する。外側からの荷重の大きさと釣り合ったところで、ゆっくりとした変動は止まる。つまり、地球上で、海水が海底の薄い部分を圧迫する力と、大陸が自己の重さによってマグマを圧迫する力とのバランスを取る、この状態をアイソスタシー（地殻均衡）という。このアイソスタシーを考えることによって過去の汎世界的な海水準を導くことができ、よって、気候変動と海水準の関係をも求めることができる。地震などの急激な地殻変動を考慮しない場合では、
（海水量の変動）+（アイソスタシー）=（海水準）
と求められる。

## グレイシオアイソスタシー
氷期の高緯度の地域には、大規模な氷床が存在する。その氷床の重みで、氷床の真下の地殻は変形する。その影響がマントルにまで及ぶと、マントルはゆっくりと変動し、氷床から遠い低緯度に向かうようになり、インターメディエイトフィールド（Intermediate field）に地殻の膨らみが形成される。この地殻の膨らみをバルジという。氷床の氷の荷重に対して、マントルの動きによって均衡を保つこの現象を、グレイシオアイソスタシー（氷河性地殻均衡）という。

## ハイドロアイソスタシー
さらに、氷床から離れた地域では、融けた海水が海洋に流れ込んで海底の地殻を圧迫する。この現象がハイドロアイソスタシー（海水荷重地殻均衡）である。ハイドロアイソスタシーの効果がはたらく地域では、この効果が優勢となって、グレイシオアイソスタシーは効力が小さくなる。

## グレイシオ-ハイドロアイソスタシー
間氷期においては、氷床が融けて、もともと氷床だったところやその周辺（ニアフィールド）の地殻は上昇する。すると、バルジという近くの膨らみはマントルの流動と一緒に消滅し、氷床から遠く離れたファーフィールドでは、海水量が増加する。それにともない海水準が上昇し、海水が増加した分だけ海底を圧迫する荷重も増大する。この一連の現象をグレイシオ-ハイドロアイソスタシーという。この現象は海水準変動に伴う固体地球の変形現象である。気候変動を議論するときに必ず考慮される現象である。